# تيري مولهولاند
تيري مولهولاند (بالإنجليزية: Terry Mulholland)‏ هو لاعب كرة قاعدة أمريكي، ولد في 9 مارس 1963 في يونيونتاون في الولايات المتحدة.

## وصلات خارجية
- تيري مولهولاند على موقع دوري كرة القاعدة الرئيسي (الإنجليزية)
- تيري مولهولاند على موقعبيزبول رفرنس.كوم (الدوري الرئيسي) (الإنجليزية)
- تيري مولهولاند على موقعبيزبول رفرنس.كوم (الدوري الثانوي) (الإنجليزية)
- تيري مولهولاند على موقع إي إس بي إن.كوم (أم.أل.بي) (الإنجليزية)
- تيري مولهولاند على موقع مشجعي الرسوم البيانية (الإنجليزية)